# 김재현 (1941년)
김재현(金在炫, 1941년 2월 13일~)은 대한민국의 정치인으로, 제13대 서울 강서구청장을 지냈다. 2007년 12월 19일에 보궐선거에서 당선되었다.(임기: 2007년 12월 20일~2010년 6월 30일) 경상남도 함안군 대산면 출생이다.

## 학력
- 함안중학교
- 함안종합고등학교
- 중앙대학교 정치외교학과

### 명예 박사 학위
- KC대학교 명예철학 박사

### 비학위 수료
- 고려대학교 경영대학원 최고경영자과정 수료

## 경력
- 사단법인 한국물가조사회(경제기획원산하) 이사장(1985년 4월~1987년 12월)
- 한나라당 서울강서을 지구당공동위원장(1997년 11월~1998년 4월)
- 한나라당 중앙연수원 부원장 4대 연임(1998년 6월~2005년 5월)
- 천주교 공항동 성당 사목협의회 총회장
- 한나라당 이명박 대통령 예비후보 특별보좌역(2007년 5월~2007년 8월)
- 한나라당 당원교육훈련 특별위원회 부위원장(2007년)
- 제13대 서울 강서구청장(민선, 2007년 12월~2010년 6월 30일, 한나라당)

## 역대 선거 결과
|  | 6.14% |

|  | 21.6% |

|  | 10.70% |

|  | 21.80% |

|  | 5.68% |

|  | 11.2% |

|  | 39.30% |

|  | 44.37% |

| 전임 김도현 (직무대리)김충민 | 제13대 서울특별시 강서구청장(민선) 2007년 12월 20일~2010년 6월 30일 | 후임 노현송 |